# SC-02B
ドコモ スマートフォン GALAXY S SC-02B（ギャラクシー エス）は、韓国のサムスン電子によって開発された、NTTドコモの第3世代移動通信システム（FOMA）端末である。世界モデル「Galaxy S」の日本モデルとなる。ドコモ スマートフォンのひとつ。製品番号はSGH-N013。

## 概要
2010年5月にNTTドコモの夏・秋モデルの発表会において、本製品がNTTドコモより発売されることが明らかにされ、2010年10月5日にAndroid OSを搭載されたタブレット端末であるGalaxy Tab（SC-01C）と同時に、正式に発売が発表された製品となる。サムスン電子におけるフラグシップ端末であり、2010年6月下旬より、アメリカと韓国にて発売が開始されており、発売1か月で両国とも100万台、2010年11月時点で800万台を販売する人気モデルであった。なお、米国版のOSはAndroid OS 2.1からアップデートしたのに対し、日本向けの本端末は発売当初からAndroid OS 2.2である。
サムスン電子が、日本市場に初めて投入するAndroid OS搭載端末となり、日本では敗退続きの同社にとって、世界売り上げ第2位である得意の携帯電話事業により突破口と期待される戦略製品であり「切り札」として投入された。ドコモにとってもiPhoneに対抗し得る製品として期待されていた。そのため注目度も高く、中には発売日である2010年10月28日午前0時から発売を開始した店舗もあった。
ディスプレイには、日本では珍しい同社の有機ELディスプレイ「SUPER AMOLED」を採用。「SUPER AMOLED」は通常の有機ELに比べタッチ対応パネル層を薄くしたことで厚みを抑え、透過率や反射率を大きく向上させたサムスン独自の有機ELで、反射率4%、色再現性110%、コントラスト比が10,000:1とサムスンでは発表されており、TFT液晶に劣る屋外での視認性を強化している。また、ベースバンドチップにクアルコム製MSM6290、アプリケーション駆動にサムスン製のS5PC110を搭載することで、アプリケーションの処理がよりストレスなく動作する仕様となっている。
Android OS 2.2を搭載しているため、Flash Player 10.1が利用可能で、通常のパソコンで動作するFlashで作成されたホームページや動画サイトが表示できるとされている。また、本製品の発売に合わせ、ブラウザのFlashを利用したFlashゲームや動画コンテンツが、多数ドコモマーケットから提供される。 
またAndroid OS 2.2の特徴でもあるアプリケーションをSDカードや内部ストレージにインストールし、利用することが可能となった。
通信機能としては、NTTドコモのFOMAハイスピード網にて、HSDPA 7.2Mbps、HSUPA 5.7Mbpsに対応し、無線LANではIEEE802.11b/gのほかIEEE802.11nにも対応するため、最大300Mbpsの通信が可能となる。
GSM、GPRSの通信に対応しているため、208か国を超える、WORLD WING対応国にて国際ローミングが利用可能であり「海外パケ・ホーダイ」にも対応する。
ディスプレイは静電容量式を採用し、マルチタッチの操作が可能となっており複数の指での操作が可能となる。また加速度センサー、地軸センサーに対応し、直感的な操作を行うことができる。
グローバルモデルに搭載されていたフロントカメラは、このモデルでは省かれている。
NTTドコモのスマートフォンであるXperiaなどと同様に、「ドコモ・スマートフォン・ケア」にて無償でサポートを受けることができる。
UIでは、Android OS専用のUIにカスタマイズを加えた「Touch Wiz UI」を採用し、よく使うアプリケーションを常に表示させることが可能となっている。
文字入力においては、「Samsung日本語キーボード」がプリインストールされている。キーボードの種類は、一般の携帯電話のようなテンキー方式とQWERTY入力方式があり、テンキー方式ではフリック入力も可能となっている。
GPSが搭載されており、プリインストールされている「いつもNAVI」や「Google Maps」、「Google Map NAVI」などと連携を採ることが可能となっている。
16GBの内部ストレージがあるため、通常のAndroid端末とは違い、SDカードがなくても音楽や写真の保存が可能となる。

## メール・メッセンジャー
- spモードが対応し、iモードメールと同様@docomo.ne.jpのメールアドレスがそのまま利用可能となっている。iモードメール同様、絵文字、デコメール、デコメ絵文字も利用可能となっている。また、メールはリアルタイムプッシュで着信する。
- Android OS 2.2の特徴であるGmailの複数アカウントの同時利用が可能となる。また、Gmailはリアルタイムでプッシュ着信をする。
- 通常のメールアプリでは、複数のPOP、IMAPメールが利用可能であり、moperaメールはプッシュで着信する。
- メッセンジャーでは、Google Talkがプリインストールされている。また、マーケットからWindows Live Messengerをはじめ、様々なメッセンジャーアプリをインストールし、利用することが可能となる。

## ブラウザ
ブラウザはGoogle Chrome Liteが搭載され、上述の通りAndroid OS 2.2の特徴でもあるFlash Player 10.1がアドオンされている。また、JavaScript（V8）もサポートされている。これにより、パソコンのブラウザとほぼ同等のフラッシュサイト、動画サイトが利用することが可能となり、ブラウザでニコニコ動画、YouTubeをはじめとした各種動画サイトが利用できる。
待受画面上でmixi、Twitter、FacebookといったSNSのタイムラインが一元的表示され、ツイート、ボイスが投稿できるウィジェットであるSNS browserが標準で搭載されている。
ゼンリンの店舗、建物情報を確認できるLayar社のARブラウザを搭載している。
その他、サードパーティー製のブラウザをマーケットからダウンロードし、利用が可能となる。

## 利用可能なアプリケーションマーケット
- Android OS標準のAndroidマーケットが利用可能となっており、20万を超えるアプリケーションが利用可能となっている。
- サムスン電子が提供するアプリケーションサイトである、SAMSUNG Apps及びNTTドコモが提供するアプリケーションサイト、dマーケットから様々なアプリケーションがダウンロードが可能となっている。

## プリインストールアプリケーション
- Write and go - mixi、Twitter、Facebookへの投稿が簡単に行えるアプリケーション。Eメール、SMS、カレンダーとの連携も可能となる。
- Think free office - Microsoft Office（Word、Excel、PowerPoint）の編集やPDFファイルの閲覧が可能な上、資料をオンラインで共有可能になるアプリケーション。
- Mini diary - 写真や位置、日記などをのこせるアプリケーション。
- いつもNAVI（地図）
- カレンダー - googleカレンダー　Googleクラウド上のカレンダーと同期が可能
- ギャラリー
- タスクマネージャ - バックグラウンドで起動中のアプリケーションの管理
- トーク - Google Talk（リアルタイムチャットができるメッセンジャー）
- ナビ - Google Map NaviのアプリケーションでGoogle Mapsやストリートビュー、Google Earthなどを組み合わせたカーナビゲーションアプリ。、
- ビデオプレイヤー
- プレイス
- ボイスレコーダー
- マイファイル
- マガストア - 雑誌を中心とした電子書籍購入アプリ
- マップ - Google Mapsのアプリ。
- メモ
- AllShare
- Backup - メール、アドレス帳、カレンダーのほかに、アプリケーションや設定情報などのバックアップツール。
- DailyBriefing - 天気やスケジュールなどが一目でわかるウィジェット
- DioDict - 日本語⇔韓国語電子辞書
- eBookJapan - 電子書籍、音楽等購入アプリ
- edge
- Gmail - 複数のアカウントで利用可能な、Gmail専用のメーラー
- Latitude - Google Map上での位置情報の共有
- Layar
- Social Hub - SNSやインスタントメッセンジャー、メール、カレンダなどの複数のアプリケーションを1つに統合することが可能なアプリケーション。
- YouTube
- 音楽プレイヤー
- 検索 - インターネット検索のほか、様々な検索ができる。音声での検索も可能となる。
- 電卓
- 電話帳 - Googleクラウド上の電話帳と同期が可能
- Evernote

## PCとの同期
Samsung Kies（サムスンキース）といわれるPC連携ソフトをパソコンにインストールすることで、連絡先、カレンダーの編集、保存、Outlookとの同期、さらに、メールやメモ、画像、動画、音楽などの管理、編集が可能となる。
また次項のとおり、OSのバージョンアップを行う際などにも利用することとなる。

## Android OS 2.3へのアップデート
2011年6月7日より、Android OS 2.3へのメジャーアップデートが開始される。これにより、以下の機能が改善される。バージョンアップにはPCにSamsung Kiesをインストールし、PC経由でアップデートファイルをダウンロードし、バージョンアップを実施する。
- ゲーム、アニメーションの動作速度が向上
- 「バッテリー使用量」メニューの改善 ‐ 詳細なバッテリー使用状況の確認が可能
- 「メモリー使用」の追加 ‐ アプリケーションが使用するメモリ量を確認可能
- 「ダウンロード」アプリの追加 ‐ ダウンロードしたファイルをリストで管理可能
- ウィジェット追加時の画面にウィジェット提供元の情報を追加
- 「Daily Briefing」ウィジェットを個別に配置可能（スケジュール、ニュース、株価、天気）
- ステータスバーアイコンの変更
- 通知パネルの変更

## 主な対応サービス
取消線は対応していない機能。
| 主な対応サービス                                                | 主な対応サービス                                                     | 主な対応サービス                | 主な対応サービス                            |
| --------------------------------------------------------------- | -------------------------------------------------------------------- | ------------------------------- | ------------------------------------------- |
| DCMX／おサイフケータイ                                          | うた・ホーダイ                                                       | 着うたフル／着うた              | デジタルオーディオプレーヤー(WMA)(AAC)(MP3) |
| 直感ゲーム※／メガiアプリandroid用アプリケーションは直感操作可能 | Music&Videoチャネル／ビデオクリップ                                  | GSM／3Gローミング（WORLD WING） | プッシュトーク                              |
| FOMAハイスピード                                                | GPS／ケータイお探し                                                  | デコメール／デコメ絵文字        | iチャネル                                   |
| 着もじ                                                          | テレビ電話／キャラ電                                                 | ケータイデータお預かりサービス  | フルブラウザ                                |
| おまかせロック／バイオ認証                                      | 外部メモリーへiモードコンテンツ移行androidアプリはSDカードへ保存可能 | トルカ                          | iC通信／iCお引越しサービス                  |
| きせかえツール／マチキャラ                                      | バーコードリーダ／名刺リーダ                                         | 2in1                            | エリアメール                                |

## 歴史
- 2010年5月 - 本製品の発売を発表
- 2010年10月5日 - 本製品とGalaxy Tab（SC-01C）の発売を正式発表
- 2010年10月15日 - 予約受付を開始
- 2010年10月28日 - 発売開始。また、電子書籍トライアルも開始。[8]
- 2011年1月12日 - 2Dfactoによる電子書籍販売に対応
- 2011年2月22日 - ソフトウェアアップデート開始
- 2011年3月2日 - 新色セラミックホワイト発売開始
- 2011年6月7日 - Android 2.3へのメジャーアップデート提供開始
- 2012年1月19日 - 緊急地震速報(エリアメール)への対応アップデート開始。[9]